# 阿里卡省

阿里卡省，智利阿里卡和帕里纳科塔大区所辖的一个省。首府阿里卡。总面积8726.4平方公里，人口186,488（2002年普查），人口密度21.3人/平方公里。包含2个市镇，即阿里卡、卡马罗内斯。